# Opoptera colombicola
Opoptera colombicola är en fjärilsart som beskrevs av Rothschild 1916. Opoptera colombicola ingår i släktet Opoptera och familjen praktfjärilar. Inga underarter finns listade i Catalogue of Life.